# Holland (Lincolnshire)
Pour les articles homonymes, voir Holland.
 (septembre 2024).
La région de Holland est une partie historique du Lincolnshire, en Angleterre de 1889 à 1974. Le nom est toujours reconnu localement et survit dans le district de South Holland.